# Parania puerilis
Parania puerilis är en stekelart som först beskrevs av Joseph Augustine Cushman 1937.  Parania puerilis ingår i släktet Parania och familjen brokparasitsteklar. Inga underarter finns listade i Catalogue of Life.